# Борн, Стефан
Сте́фан Борн (нем. Stephan Born, настоящее имя Симо́н Буттерми́льх, Simon Buttermilch, 28 декабря 1824, Лешно — 4 мая 1898, Базель) — деятель германского рабочего движения, участник Дрезденского восстания 1849 года; редактор, переводчик, профессор.

## Биография
Родился в Лешно (прусская провинция Позен) 28 декабря 1824 года под именем Симона Буттермильха в семье брокера, принадлежавшего к еврейской религиозной общине. Успешно учился в средней школе, но его учёба в университете не удалась из-за нехватки финансовых средств у семьи. После обращения в протестантизм он стал именоваться: Стефан Борн.
В Берлине он освоил профессию рабочего-наборщика и работал в издательстве, которое также публиковало научные труды; это побудило Борна посещать лекции университета в качестве вольного слушателя. В Брюсселе, где Борн работал наборщиком в газете Deutsche-Brussels-Zeitung, он познакомился с Карлом Марксом.
В 1847 году вступил в Союз коммунистов, но его политическая философия больше склоняюсь в сторону реформизма, эклектически сочетая идеи «Манифеста коммунистической партии» с доктринами Луи Блана и Пьера Жозефа Прудона.
Во время революции 1848—1849 годов он возглавил «Центральный комитет берлинских рабочих» и созданное по его инициативе «Всеобщее немецкое рабочее братство»; именно организаторский талант Борна обеспечил успех этого движения. В это время он дистанцировался от теоретиков Маркса и Энгельса в содержательном плане, учитывая активный простор для политических действий: «Внезапно все коммунистические идеи для меня были стерты; они не имели никакой связи с тем, чего требует настоящее.<…> Какое мне было дело до далеких веков, когда каждый час предлагал лишь неотложные дела и изобилие работы!» На последнем этапе революции Борн принимал участие в баррикадных боях во время так называемой Имперской конституционной кампании, например, во время Майского восстания в Дрездене, а позднее также в Бадене и Богемии в сопротивлении радикальных демократов силам реакции.
После подавления революции бежал в Швейцарию и отошёл от рабочего движения и политической деятельности вообще. Спустя некоторое время принял швейцарское гражданство. Сначала он работал учителем в Кюснахте; в 1860 году стал профессором гимназии и академии Невшателя, где проработал около двадцати лет. Позднее он стал редактором Basler Zeitung и преподавал немецкую и французскую литературу в качестве почётного профессора Базельского университета. Он посвятил себя, среди прочего, творчеству Генриха Гейне. 
Поскольку Борн, с одной стороны, не поддерживал самостоятельные политические выступления рабочего класса, а с другой, видел приоритетом постепенные экономические реформы, создание организаций взаимопомощи и рабочей кооперации, игнорируя общеполитические задачи, В. И. Ленин проводил параллели между ним и русским «экономизмом» в рабочем движении.
Умер в Базеле 4 мая 1898 года. Похоронен на кладбище Вольфготтезаккер.